# الخطة الاستشارية لنظام المياه

صورة تبين شعار وراس

الخطة الاستشارية لنظام المياه WRAS (وراس) هي علامة مطابقة توضح ان أحد البنود يتوافق مع المعايير العالية المنصوص عليها في لوائح المياه الصادرة عام 1999 في المملكة المتحدة.
لقد أصبح مصطلح (وراس) اختصاراً يغطي ثلاثة مجالات منفصلة داخل المملكة المتحدة، الأول هو شركة (وراس) نفسها و هي شركة عضوية الاشتراك ؛ فالمشتركون في (وراس) هم 26 مُورِداً للمياه في المملكة المتحدة.
أما الثاني يُستخدَم كاختصار للوفاء بلوائح المياه لعام 1999 (و الذي ليس هو الحال في الواقع)، و ثالثاً، يتم استخدامه للإشارة إلى تركيبات السباكة المعتمدة.
فهذه العلامة يتم فرضها من قبل شركات إمدادات المياه في المملكة المتحدة، و هي تشمل جميع أنظمة السباكة و تجهيزات المياه و المعدات المزودة أو التي سيتم تزويدها بالماء من إمدادات المياه العامة.
فليس من القانوني اعتماد منتج مثل تركيبات المياه في المملكة المتحدة بدون علامة (وراس) و لكن قد تضطر إلي إثبات الامتثال بطرق أخرى.
و من القانوني تصميم أو تصنيع أو استيراد أو التجارة في المواد غير المعتَمَدة كما يمكن استخدام تركيبات غير معتمدة و لكن فقط في مناطق محددة و معينة حيث لا يمكن المساس بصحة الإنسان.
يتم تطبيق لوائح المياه لعام 1999 كما هو مذكور أعلاه من قبل شركات إمدادات المياه في المملكة المتحدة، و الذين يعملون بشكل أساسي كإجراء مُفوض و معين للإنفاذ لحكومة المملكة المتحدة، و هذا هو الشرط الأساسي.
و رقم اعتماد (وراس) هو طريقة لإثبات أن البند يفي بالجزء المنصوص عليه من التشريع المذكور أعلاه، إذن قد يتم اختبار تركيب السباكة و اعتماده من قبل (وراس) و لكن إذا تم تركيبه أو تشغيله بشكل خاطئ فقد يؤدي ذلك إلى خرق أنظمة المياه لعام 1999.

## وصلات خارجية
- الموقع الرسمي